# Le Prisonnier Zéro
Le Prisonnier Zéro (The Eleventh Hour) est le premier épisode de la cinquième saison de la deuxième série de la série télévisée britannique de science-fiction Doctor Who. Écrit par Steven Moffat, il a été diffusé pour la première fois sur la BBC1 le 3 avril 2010. L'action se déroule dans les minutes qui suivent la régénération du Docteur. L'épisode commence après les événements de l'épisode La Prophétie de Noël.
Le TARDIS, endommagé par la récente régénération du Docteur, s'écrase sur Terre. Le onzième Docteur (Matt Smith) fait la rencontre de sa nouvelle compagne de voyage, Amy Pond (Karen Gillan), et du petit ami de celle-ci, Rory Williams (Arthur Darvill). Il sauve la Terre de la destruction par les Atraxi, des visiteurs intergalactiques déterminés à anéantir le Prisonnier zéro, un métamorphe réfugié sur Terre.

## Résumé
L'épisode débute juste après la fin de La Prophétie de Noël. Le Docteur vient de se régénérer et le TARDIS, incontrôlable, plonge vers la Terre. Après avoir évité de peu une collision avec Big Ben, il s'écrase dans le jardin de la maison de la jeune Amelia Pond dans le petit village de Leadworth. Amelia fait entrer le Docteur et l'aide à satisfaire ses étranges pulsions alimentaires consécutives à sa régénération avant de l'emmener à l'étage pour lui montrer la fissure dans le mur de sa chambre. Le Docteur découvre que ce n'est pas une simple fissure dans un mur, mais une fissure dans la structure même de l'espace-temps, et que, de l'autre côté, se trouve une prison des Atraxi. Les Atraxi annoncent au Docteur et à Amelia que « Le Prisonnier zéro s'est échappé », mais avant que le Docteur puisse leur apporter son aide il est interrompu par la cloche du TARDIS : s'ils ne sont pas stabilisés, les moteurs vont se consumer. Le Docteur doit piloter le TARDIS pour empêcher les moteurs d'entrer en phase. Il promet à Amelia de revenir dans cinq minutes et disparaît. La petite fille monte dans sa chambre préparer sa valise puis redescend l'attendre.
Le Docteur revient mais découvre que pour Amelia, douze ans se sont écoulés. Amelia, appelée à présent Amy, a un travail de bisougramme et utilise son costume de policière pour « arrêter » le Docteur quand il entre à nouveau dans la maison. Il lui explique que le Prisonnier zéro vit caché dans sa maison depuis des années grâce au filtre de perception installé sur l'une des chambres de l'étage. Le Prisonnier zéro prend la forme d'un patient comateux, un malade hospitalisé là où le petit-ami d'Amy, Rory Williams, est infirmier. Le Prisonnier les chasse de la maison après que le message des Atraxi du début de l'épisode commence à être diffusé à travers chaque télévision, radio et appareil électronique du monde, ajoutant que la « résidence humaine » sera désintégrée si le Prisonnier zéro ne se livre pas. Le Docteur réalise qu'ils font référence à la planète tout entière...
Le Docteur évalue qu'ils ont vingt minutes avant que les armes des Atraxi accumulent suffisamment de puissance pour détruire la Terre, donc vingt minutes pour sauver le monde. Il découvre aussi qu'Amy a fabriqué des poupées et fait des dessins de lui depuis son accident il y a douze ans. Armé de ses connaissances, il utilise l'ordinateur portable d'un habitant du village et le téléphone de Rory pour transmettre un virus informatique à travers le monde qui règle toutes les horloges et affichages électroniques sur le nombre zéro, indiquant par là aux Atraxi la présence du Prisonnier zéro et permettant de les conduire à Leadworth, à la source du virus. Dans un face-à-face dans la section des comateux de l'hôpital, le Prisonnier zéro à l'aspect de serpent tente de voler les rêves et souvenirs d'Amy pour les utiliser comme déguisement, prenant l'aspect du Docteur et d'Amy enfant, mais le Docteur force Amy à penser en fait au Prisonnier sans déguisement (qu'elle a vu auparavant dans la maison) ; ainsi le Prisonnier zéro prend son apparence originelle et est recapturé par les Atraxi.
Ces derniers  étant sur le point de partir, le Docteur les rappelle et vole son nouveau costume dans les vestiaires de l'hôpital pour avoir une « réunion » avec eux sur le toit du bâtiment. Il leur dit que des extra-terrestres ont déjà envahi la Terre et de regarder comment ils ont été vaincus. Les Atraxi découvrent qui est le Docteur et partent rapidement. Le Seigneur du Temps retourne au TARDIS, qui a fini de se réparer. Il part pour un vol d'essai et revient à nouveau vers Amy en retard, cette fois deux ans ont passé. Il montre à Amy le TARDIS régénéré et elle accepte de voyager avec lui à la condition qu'il la ramène le lendemain. À la fin, sa chambre est montrée et on aperçoit une robe blanche, sous-entendant que le jour suivant est le jour de son mariage.

## Distribution
- Matt Smith : Onzième Docteur
- Karen Gillan : Amy Pond
- Arthur Darvill : Rory Williams
- Caitlin Blackwood : Amy Pond enfant
- Nina Wadia : le docteur Ramsden
- Marcello Magni : Barney Collins
- Perry Benson : le marchand de glaces
- Annette Crosbie : madame Angelo
- Tom Hopper : Jeff
- Arthur Cox : monsieur Henderson
- Olivia Colman : la mère
- Eden Monteath : un enfant
- Merin Monteath : un enfant
- David de Keyser : voix des Atraxi
- William Wilde : voix du prisonnier zéro
- Patrick Moore : lui-même

### Version française[4]
- Société: Dubbing Brothers
- Adaptation: François Dubuc
- Direction artistique: David Macaluso
- Mixage: Marc Lacroix

Avec les voix de :
- Marc Weiss : le Docteur
- Audrey d'Hulstère : Amy Pond
- Xavier Elsen : Rory Williams
- Nicole Shirer : madame Angelo
- Robert Guilmart : monsieur Henderson
- Fanny Marcq : le docteur Ramsden
- Raphaëlle Lubansu : la mère
- Simon Wauters : Jeff
- Pauline Haùgness : Amelia

## Continuité
- De nombreux signes annoncent la fin de « l'ère » de Russell T Davies, Julie Gardner et David Tennant : David Tennant a laissé le rôle du Docteur à Matt Smith, l'intérieur du TARDIS a été redécoré[5], la musique du générique ré-enregistrée, et le tournevis sonique émet désormais une lumière verte[6]. Steven Moffat prend la succession de Russell T Davies en tant que producteur délégué (executive producer) de la série[7], et de nouveaux compagnons (Amy et Rory) font leur apparition.
- Comme dans L'Invasion de Noël, le Docteur souffre de dérèglements du fait de sa régénération et choisit au cours de l'épisode les éléments de sa future tenue ; ici, en particulier, le nœud papillon[8]. C'est d'ailleurs la troisième fois, après les Troisième et Huitième Docteurs, qu'il vole ses nouveaux vêtements dans un hôpital.
- Le Docteur fait une nouvelle fois référence à la « Proclamation des ombres » et au classement de la Terre en tant que planète de « Niveau 5 », tel que mentionnés par les Neuvième et Dixième Docteurs d'abord dans le pilote de la nouvelle série, Rose, puis à de nombreuses reprises dans les futurs épisodes (Le Retour de Donna Noble, Londres 2012, etc.), ainsi qu'à l'observatoire de Jodrell Bank où se situait l'affrontement entre le Quatrième Docteur et le Maître dans l'épisode de 1981, Logopolis.
- En parlant de la fissure sur le mur, le Docteur parle de "méli-mélo" à propos du temps, expression utilisée par son prédécesseur David Tennant dans Les Anges pleureurs de la saison 3, épisode 10.

### Tournage

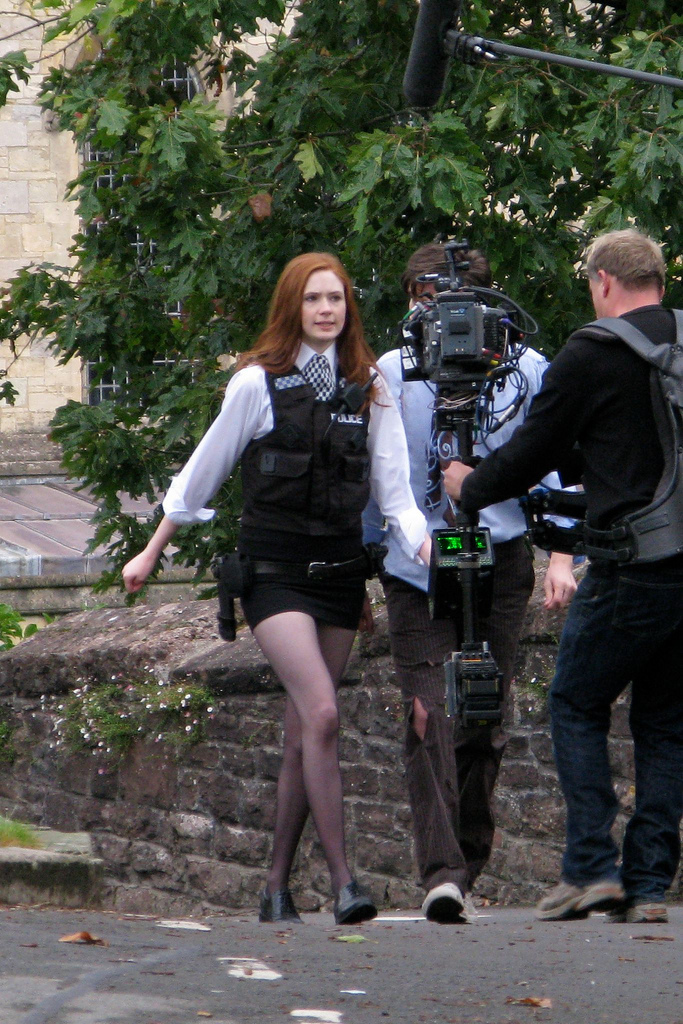
Karen Gillan et Matt Smith durant le tournage